# Doble Valentina
Doble Valentina (Buenos Aires, 1994) es una cantante, multiinstrumentista y compositora argentina de pop y rock alternativo. Publicó su primer álbum de estudio en 2021, titulado Un amoroso asunto, y desde entonces ha compartido escenario con artistas como Diego Torres y No Te Va Gustar, y ha realizado giras internacionales. En 2023 fue incluida en la lista de las «diez artistas femeninas para conocer», elaborada por la revista Rolling Stone.

## Biografía

### Inicios
Nacida en Buenos Aires en 1994, empezó a interesarse por la música desde una temprana edad. Influenciada principalmente por la obra musical de artistas como Pink Floyd, Tom Jobim, Jorge Drexler,Queen y Charly García, empezó a tocar la guitarra a los nueve años y perfeccionó su técnica de forma autodidacta.
Su nombre artístico surgió porque quiso utilizar el seudónimo de Valentina Valentina al crear su cuenta de Instagram pero no estaba disponible, por lo que decidió usar Doble Valentina. En una entrevista en 2021 afirmó al respecto: «Con el tiempo empecé a vibrar con ese nombre, me encontré con millones de contradicciones en mi vida y de repente, Doble Valentina cobró sentido. En mi día a día soy muy racional y medio cuadrada, pero creativamente soy mucho más liberal, y encontré que mi primera dualidad era esa».

### Primeros sencillos y álbum debut
En octubre de 2020 estrenó su primera canción, titulada «Un ratito». El mismo año realizó una colaboración con el mexicano Jósean Log en el tema «Juntos», y en 2021 publicó su tercer sencillo, titulado «Te llevo» y definido por la revista Billboard como una fusión entre los estilos de John Mayer y Jorge Drexler. Ese mismo año presentó estrenó la canción «Luna de Valencia» y brindó su primer recital en la ciudad de Buenos Aires.
Su primer álbum larga duración, titulado Un amoroso asunto y conformado por diez canciones, fue publicado a finales de 2021 a través de Damus Records. El primer corte de difusión escogido fue el tema «Mi religión», cuyo videoclip fue dirigido por Lucas Guerineau y Axel Franks de Caledonia Films y grabado en el Rosedal de Palermo.
En mayo de 2022 acompañó a Diego Torres en su presentación en el Teatro Gran Rex para la presentación del disco Atlántico a pie del cantautor bonaerense. En junio de 2023 fue una de las artistas invitadas por la agrupación No Te Va Gustar en sus recitales en el estadio Luna Park, en conmemoración de los treinta años de carrera artística del grupo uruguayo.

### Actualidad
En abril de 2024 realizó una gira por Colombia, con presentaciones en las ciudades de Bogotá, Pereira y Medellín.

## Discografía

### Álbumes de estudio
| Año  | Título            | Discográfica  |
| ---- | ----------------- | ------------- |
| 2021 | Un amoroso asunto | Damus Records |

### Sencillos
| Año  | Título             | Notas                       |
| ---- | ------------------ | --------------------------- |
| 2020 | «Un ratito»        |                             |
| 2020 | «Juntos»           | Colaboración con Jósean Log |
| 2021 | «Te llevo»         |                             |
| 2021 | «Luna de Valencia» |                             |
| 2021 | «Mi religión»      |                             |